# Busting in and Out of Society
Busting in and Out of Society è un cortometraggio muto del 1916 scritto e diretto da Ralph Whiting.

## Produzione
Il film fu prodotto dalla Vitagraph Company of America.

## Distribuzione
Distribuito dalla General Film Company, il film - un cortometraggio in una bobina - uscì nelle sale cinematografiche statunitensi l'11 settembre 1916.